# JBL2 2008-09
JBL2 2008-09は、2008年10月18日から2009年3月15日まで、日本各地で行われたバスケットボールリーグである。

## 参加チーム
レノヴァ鹿児島が今大会より参加。
- 日立電線ブルドッグス
- 黒田電気ブリット・スピリッツ
- ビッグブルー東京
- 石川ブルースパークス
- アイシン・エィ・ダブリュ アレイオンズ安城
- 豊田合成スコーピオンズ
- 豊田通商ファイティングイーグルス
- レノヴァ鹿児島（新規参加）

## 試合方式

### レギュラーシーズン
- 8チームによる2回戦総当たり（ホーム・アンド・アウェー方式）のリーグ戦を戦う。
- 1月は全日本総合バスケットボール選手権大会による中断を経て、17日に再開される。
- 上位4チームがプレーオフに進出する。

### プレーオフ
- レギュラーシーズン1位と4位、2位と3位の組み合わせでそれぞれ一発勝負のセミファイナル、ファイナルを戦う。3位決定戦も行う。プレーオフは金沢市いしかわ総合スポーツセンター（サブアリーナ）および金沢市総合体育館で開催。

## 結果

### レギュラーシーズン順位
| 順位 | チーム名                                  | 成績    | 勝率  |
| ---- | ----------------------------------------- | ------- | ----- |
| 1    | 豊田通商ファイティングイーグルス          | 14勝0敗 | 1.000 |
| 2    | アイシン・エィ・ダブリュ アレイオンズ安城 | 11勝3敗 | .786  |
| 3    | 豊田合成スコーピオンズ                    | 10勝4敗 | .714  |
| 4    | 日立電線ブルドッグス                      | 7勝7敗  | .500  |
| 5    | 石川ブルースパークス                      | 7勝7敗  | .500  |
| 6    | 黒田電気ブリット・スピリッツ              | 4勝10敗 | .286  |
| 7    | レノヴァ鹿児島                            | 3勝11敗 | .214  |
| 8    | ビッグブルー東京                          | 0勝14敗 | .000  |

### プレーオフ
セミファイナル
- アイシン・エィ・ダブリュ アレイオンズ安城 62 - 46 豊田合成スコーピオンズ
- 豊田通商ファイティングイーグルス 79 - 61 日立電線ブルドッグス

3位決定戦
- 豊田合成スコーピオンズ 78 - 66 日立電線ブルドッグス

ファイナル
- 豊田通商ファイティングイーグルス 78 - 50 アイシン・エィ・ダブリュ アレイオンズ安城

### 最終順位
| 順位 | チーム名                                  |
| ---- | ----------------------------------------- |
| 1    | 豊田通商ファイティングイーグルス          |
| 2    | アイシン・エィ・ダブリュ アレイオンズ安城 |
| 3    | 豊田合成スコーピオンズ                    |
| 4    | 日立電線ブルドッグス                      |
| 5    | 石川ブルースパークス                      |
| 6    | 黒田電気ブリット・スピリッツ              |
| 7    | レノヴァ鹿児島                            |
| 8    | ビッグブルー東京                          |

## JBL2アウォード
| 部門                       | 受賞者   | チーム     |
| -------------------------- | -------- | ---------- |
| MVP                        | 松藤光生 | 豊田通商   |
| ルーキー・オブ・ザ・イヤー | 吉田周平 | アイシンAW |
| コーチ・オブ・ザ・イヤー   | 渡邊竜二 | 豊田通商   |

### ベスト5
| P   | 受賞者                   | チーム     |
| --- | ------------------------ | ---------- |
| G   | 松藤光生                 | 豊田通商   |
| G/F | 大原健                   | 豊田合成   |
| F   | 高村和臣                 | 石川       |
| F/C | 鈴木鉄夫                 | アイシンAW |
| C   | アンドリュー・フィーリー | 豊田通商   |

### リーダーズ
| 部門               | 受賞者                   | チーム       | 記録    |
| ------------------ | ------------------------ | ------------ | ------- |
| 得点               | 大原健                   | 豊田合成     | 23.21点 |
| アシスト           | 深尾晃生                 | ビッグブルー | 3.29本  |
| リバウンド         | ネイサン・ストゥープス   | 石川         | 10.64本 |
| 野投成功率         | 菅谷徹                   | 黒田電気     | 64.62%  |
| フリースロー成功率 | 高村和臣                 | 石川         | 84.62%  |
| 3P成功率           | 中園隆一郎               | レノヴァ     | 47.83%  |
| スティール         | 高村和臣                 | 石川         | 1.93本  |
| ブロックショット   | クリス・ブラウン         | レノヴァ     | 3.90本  |
| ダンクシュート     | アンドリュー・フィーリー | 豊田通商     | 0.14本  |